# Thu Hiền
Thu Hiền (tên thật Nguyễn Thị Thanh Hiền, sinh ngày 3 tháng 5 năm 1952) là một nữ ca sĩ người Việt Nam, nổi tiếng với những ca khúc nhạc cách mạng, trữ tình, dân ca. Năm 1993, bà được Nhà nước Việt Nam phong tặng danh hiệu Nghệ sĩ Nhân dân.

## Tiểu sử và sự nghiệp
Bà tên thật Nguyễn Thị Thanh Hiền. Bà sinh ra tại Đông Hưng, Thái Bình, nhưng nguyên quán ở Đào Xá, Thanh Thủy, Phú Thọ. Trong thời gian hoạt động tại chiến trường bà còn có bí danh Thanh Hồng. Hiện bà là Giám đốc Nhà hát Ca múa nhạc Việt Nam.
- Năm 1967 đến 1968, Thu Hiền cùng đoàn quân khu Tây Bắc vào biểu diễn phục vụ động viên tinh thần chiến đấu chống Mỹ của quân và dân tuyến lửa miền Trung.
- Năm 1971, bà về Đoàn Ca nhạc Dân tộc Trung ương.
- Năm 1972, bà cùng đoàn văn công Tây Nguyên vào giải phóng Quảng Trị. Thu Hiền là người được tham dự cuộc trao trả tù binh.
- Năm 1975, Thu Hiền cùng Đoàn ca nhạc dân tộc Trung ương vào giải phóng thành phố Huế.
- Năm 1984, Thu Hiền được trao tặng danh hiệu Nghệ sĩ ưu tú.
- Năm 1993, bà được Nhà nước phong tặng danh hiệu Nghệ sĩ Nhân dân.
- Hiện nay bà đang làm Trưởng đoàn ca nhạc Nhà hát ca múa nhạc Việt Nam.

## Gia đình
Thu Hiền sinh trưởng trong một gia đình nghệ thuật. Cha bà là Nguyễn Hoài Ân, nổi tiếng với biệt danh Tám Kèn của Đoàn Dân ca liên khu V (tiền thân của Đoàn Ca kịch Bài chòi Bình Định), mẹ bà là diễn viên chèo tuồng Thanh Hảo, quê gốc ở Thái Bình, con gái một ông bầu hát nổi tiếng.
Em trai và em dâu bà là Hoài Huệ và Hồ Thu, đều công tác tại Đoàn Ca kịch Bài chòi Bình Định. Hoài Huệ hiện giữ cương vị trưởng đoàn.
Chồng bà là Anh hùng phi công Vũ Ngọc Đỉnh. Ông được phong anh hùng năm 1970 sau thành tích bắn hạ 6 máy bay Mỹ.

## Bài hát nổi bật
Thu Hiền có giọng nữ cao (soprano), tình cảm phù hợp dân ca. Bài hát thành công để lại dấu ấn: 
- Câu hò bên bờ Hiền Lương (Hoàng Hiệp)
- Bài ca bên cánh võng (Nguyên Nhung)
- Một khúc tâm tình của người Hà Tĩnh (Nguyễn Văn Tý)
- Lời người ra đi (Trần Hoàn)
- Bài ca thống nhất (Võ Văn Di)
- Quảng Bình quê ta ơi (Hoàng Vân)
- Miền Trung nhớ Bác (Thuận Yến)
- Dáng đứng Bến Tre (Nguyễn Văn Tý)
- Hoa cau vườn trầu (Nguyễn Tiến)
- Người về thăm quê

## Album
1. Tình thắm duyên quê
2. Hoa cau vườn trầu
3. Hương cau
4. Ai ra xứ Huế
5. Nhịp cầu duyên quê
6. Bến đợi
7. Giận mà thương
8. Đất nước lời ru
9. Thương về xứ Nghệ
10. Hà Tĩnh quê mình
11. Khúc hát sông quê
12. Duyên tình
13. Nghe em hát còn duyên
14. Dáng đứng Bến Tre
15. Câu đợi câu chờ
16. Thu Hiền tuyển chọn
17. Vol 1- Tình ca quê hương